# Begonia holmnielseniana
Begonia holmnielseniana é uma espécie de Begonia, nativa do Equador.